# Cosimo Caliandro
Cosimo Caliandro (né le 11 mars 1982 à Francavilla Fontana et mort le 10 juin 2011 dans la même ville) est un athlète italien spécialiste des courses de demi-fond.

## Biographie
Vainqueur du 1 500 mètres des Championnats d'Europe juniors de 2001, il s'adjuge son premier titre majeur en début de saison 2007 en remportant la finale du 3 000 mètres des Championnats d'Europe en salle de Birmingham, en 8 min 2 s 44, devant le Français Bouabdellah Tahri et l'Espagnol Jesús España.
Il meurt dans un accident de moto le 10 juin 2011 à Francavilla Fontana.

## Palmarès
| Date | Compétition                    | Lieu       | Résultat | Épreuve |
| ---- | ------------------------------ | ---------- | -------- | ------- |
| 2001 | Championnats d'Europe juniors  | Grosseto   | 1er      | 1 500 m |
| 2007 | Championnats d'Europe en salle | Birmingham | 1er      | 3 000 m |